# Carlton Barrett
Carlton „Carly” Barrett (ur. 17 grudnia 1950, zm. 17 kwietnia 1987) – jamajski perkusista. Grę na perkusji rozpoczął z Lee „Scratch” Perrym oraz swoim bratem Astonem „Family Man” Barrettem w zespole The Upsetters. Bracia dołączyli do Boba Marleya i The Wailers około 1970 roku. Carlton Barrett jest autorem popularnej piosenki Bob Marley & The Wailers o tytule „War” z albumu Rastaman Vibration. Carlton wystąpił na wszystkich studyjnych albumach The Wailers. Spopularyzował także rytm One Drop stworzony przez Winstona Grennana. Barrett został postrzelony 2 razy w głowę na zewnątrz swojego domu na Jamajce, w wyniku czego zmarł w szpitalu w wieku 36 lat 17 kwietnia 1987 roku.

## Sprzęt
Przez całą swoją karierę używał standardowego zestawu: 2 lub 3 tomy, floor tom, stopa oraz werbel, najczęściej firmy Ludwig. Odnośnie do talerzy nie ma konkretnych informacji, wiadomo tylko, że były one marki Zildjian. Używał hi hatu, często złożonego z dwóch crashy 16", oraz dwóch crashy, rzadko używał ride. Nigdy nie używał naciągów rezonujacych na tomach, przez co ich brzmienie było krótkie, punktowe i suche. Używał werbla Ludwig Supraphonic „ludalloy”. Stroił go bardzo wysoko i bardzo luzował sprężyny.